# Nyctibatrachus karnatakaensis
Nyctibatrachus karnatakaensis (thực ra là một đồng âm nhỏ của N. hussaini) là một loài ếch trong họ Ranidae. Nó là loài đặc hữu của Tây Ghats của Ấn Độ. Các môi trường sống tự nhiên của chúng là các khu rừng ẩm ướt đất thấp nhiệt đới hoặc cận nhiệt đới and sông ở vùng Kudremukh bị đe dọa mất môi trường sống.
Loài này được đặt tên theo S. A. Hussain với tên Nyctibatrachus hussaini. Năm 2001 Biju đã đặt nghi vấn danh pháp này do thiếu bản vật mẫu ở viện bảo tàng.
Năm 2007 vài tác giả đề xuất tên thay thế Nyctibatrachus karnatakaensis, cho rằng Nyctibatrachus hussaini không có hiệu lực do thiếu mẫu gốc có thể truy nguyên được, dù hai tác giả tuyên bố this were responsible for the original description. 
Một mẫu gốc (đúng hơn một mẫu mới) được chỉ định và xác nhận tại ZSI, Calicut với tên thay thế. Điều này đã trở thành đề tài tranh cãi đáng kể như các vấn đề đã được ghi nhận đánh giá kỹ và tuân thủ các mã ICZN.